# 福山潤
福山潤（日语：／ Fukuyama Jun，1978年11月26日—）是一名日本男性聲優（配音員）、歌手。生於廣島縣福山市，出身於大阪府高槻市。BLACK SHIP代表取締役CEO。在日本喜愛他的聲優迷們暱稱他為或（潤潤）。

## 簡歷

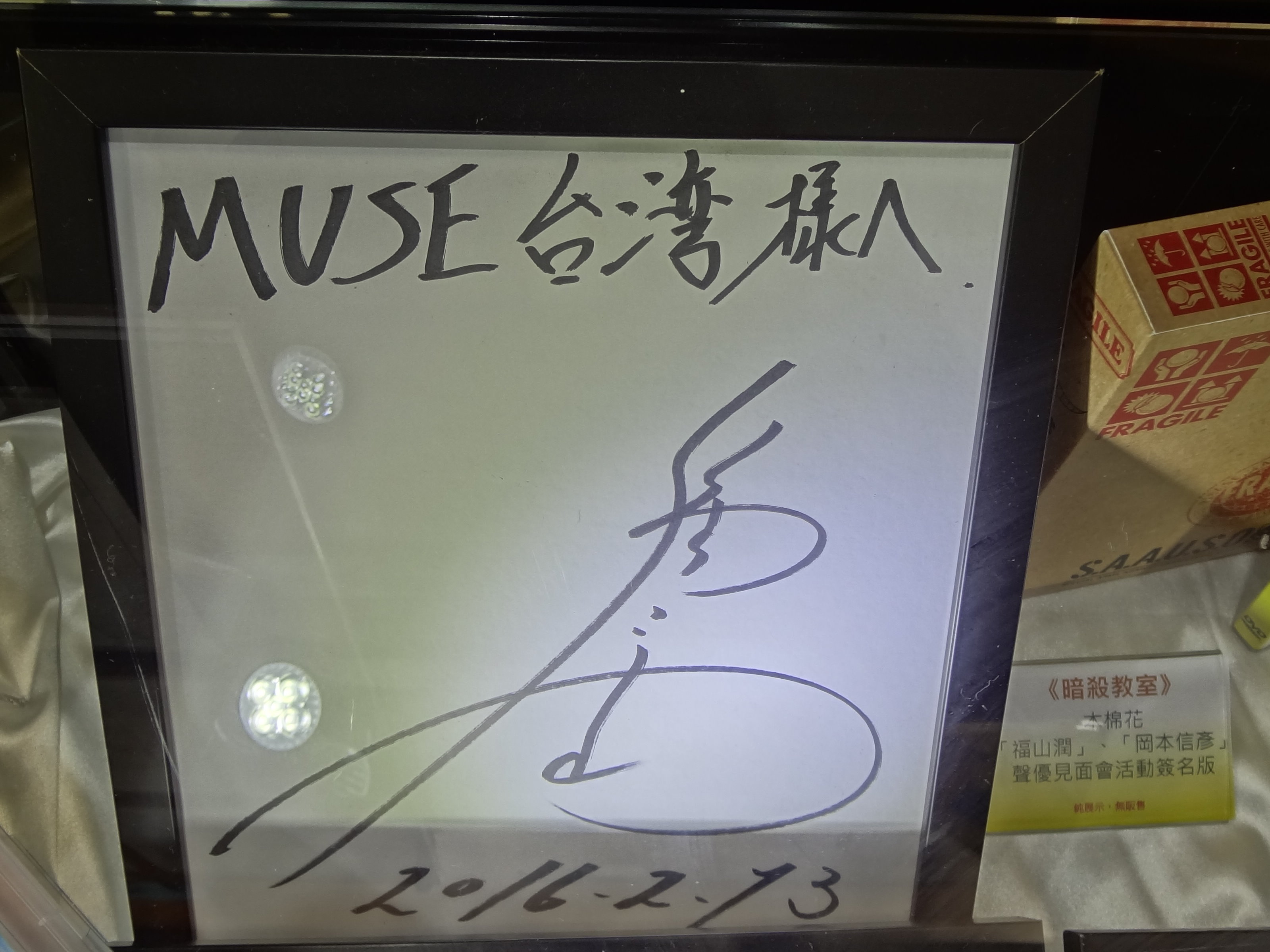
2016年台北國際動漫節，福山潤簽名板

- 青二PRODUCTION青二塾大阪校13期1組出身。21歲時辭退青二PRODUCTION的青二塾中學。經過Free期間後，移籍PRODUCTION baobab事務所。
- 1997年、『月刊Asuka』的廣播CM配音、正式出道。
- 初試啼聲的動畫作品『羅德斯島戰記-英雄騎士傳-』 （1998年），所飾演的角色是（黑暗妖精C），當時的角色名字並未被刊出；初次擔任主角的動畫作品是『無敵王TRI-ZENON』（2000年-2001年），飾演神威章。
- 其他動畫代表作品有：『超重神GRAVION』（天空侍斗牙）、『阿松』（松野一松）、『成惠的世界』（丸尾正樹）、『ANGELIC LAYER 天使領域』（小林虎太郎）、『陰陽大戰記』（太刀花陸）、『巖窟王』（阿爾貝）、『×××HOLiC』（四月一日君尋）、『麟光之翼』（艾薩普·鈴木）、『CODE GEASS 反叛的魯路修』（魯路修·蘭佩魯傑）、『狼與香辛料』（克拉福・羅倫斯）、『夏娃的時間』（陸夫）、『黑執事』（格雷爾·沙多克里夫）、『妖怪少爺』（奴良陸雄）、『七大罪』（金恩）女神異聞錄5（雨宮 蓮）暗殺教室（殺老師）
- 電玩遊戲代表作品有：（凱伊路·迪那敏斯）、『學園天堂 BOY'S LOVE SCRAMBLE!』（伊藤啓太）、『金色琴弦』（志水桂一）、『METAL GEAR SOLID PORTABLE OPS』（努爾）、「暗殺教室」（殺老師）等。
- 2006年榮獲日本文化放送最佳男聲優獎。[4]
- 2007年榮獲第一屆日本聲優大賞「主演男聲優獎」。
- 2009年榮獲第八屆最佳聲優獎。
- 2009年榮獲第三屆日本聲優大賞。
- 2011年，辭退長年所属的PRODUCTION baobab事務所，和森川智之共同設立AXL ONE事務所。
- 2018年3月31日，與立花慎之介一起離開AXL ONE[5]；同年4月1日，與立花合夥成立小型事務所「BLACK SHIP」[6]。

## 人物介紹
- 身高170cm、體重53kg、血型A型、星座是射手座。戊午年生（昭和53年）、生肖屬馬。
- 家中成員有父親、母親、以及哥哥所組成的四人家庭，父母親從事的是和美術相關的工作。
- 声音多变，能够饰演各种角色，包括女性化。
- 擅長的技能以日本劍道、柔道等武術居多。為保持身體的柔軟度，曾經學習過體操和瑜伽。非常喜歡運動，又以田徑方面的運動項目最為拿手。
- 喜歡的顏色是黃色。視力2.0卻對眼鏡相當的執著與喜好。2004年於左耳穿了生平的第一個耳洞。對於戒指、項鍊、穿孔耳環等金屬裝飾品很感興趣。
- 个人十分喜欢说冷笑话，曾表示冷笑话是日本必须代代相传的文化。
- 喜歡的動畫作品是『渥太利亞』，福山潤表示這部動畫是從小至今最令他感動的一部動畫，排名心中喜愛動畫的NO.1。其次是  『劇場版 最終教師』、『海潮之聲』、『綠山高校 甲子園篇』。喜歡的電視特攝影集是『假面騎士』。
- 自認為最得意的一道料理是章魚燒。喜歡的酒類是甘甜的雞尾酒系飲料。書面公佈的資料是任何食物都喜歡吃（就食材來說特別是蔥），但由於本身有過敏性體質[7] ，所以食物中若含有如：防腐劑、食用色素及小麥類等化學合成物質者皆不能食用（其中又以小麥類食物過敏最為嚴重）。雖然已經獲得相當的治療，但還是仍須小心注意著不讓症狀再次復發。
- 最喜愛的代步工具是腳踏車，2000年-2001年期間腳踏車是通勤往返於住處和事務所之間最主要的交通工具。現在除了一般的公路車以外，小巧易攜帶的折疊式腳踏車也是通勤時愛用的車種之一。目前的心願則是希望能擁有行車駕駛執照。
- 最喜歡的季節是秋天，並且認為秋天是舒爽適合睡眠的季節，最討厭的是梅雨季。平日休息時最喜歡睡覺，認為睡眠是身心回復的最好方法。對麻將似乎有著濃厚的興趣，曾有"麻將是心靈的運動"的發言。喜好的音樂類型是重金屬音樂。
- 孩提時代的夢想是成為一位可以製造出的科學家，中學時期希望過著平凡的生活。15歲時曾經經歷過辛苦的派報工作，約半年至一年左右的時間，凌晨3:00起床送報5:00結束，回家小睡片刻後8:00上學，晚上7:00參加柔道社團活動...然後就寢，如此反覆著同樣的作息。高二的時候，第一次開始認真的以成為聲優為目標，為了參加養成所的訓練課程，在持續的打工（養成所的經費來源之一）和社團之間逐漸難以兼顧的情況下，最後選擇辭退柔道社團的活動。這段經歷對福山潤來說是成長時期的一段深刻體驗[8]。
- 21歲時（2000年）因肩膀疼痛，診斷出患有五十肩的症狀。
- 成為聲優後最初的想法是「盡是困難的事而覺得有趣[注 2]」。
- 伴隨著自己的座右銘和最喜歡的言詞是 「煩惱時就思考、人生沒有保障[注 3]」。
- 和同為1978年出生的小野大輔、近藤孝行、菅沼久義、日野聰、立花慎之介、間島淳司組成「PROJECT DABA」。
- 当中与DABA成员立花慎之介组成「ROBA」。
- 与小野大辅、立花慎之介、日野聪、铃村健一等声优关系甚好。

### 成為聲優的契機
- 本人曾多次在雜誌訪談及Interview中提到：高二時喜歡的女孩子（同級生）對聲優的世界非常嚮往，而自己對動畫也很有興趣，為了能更靠近她，在有了這個共通的話題之後，於是兩人一起通勤就讀起聲優養成學校（青二塾大阪校）。但是不久這女孩卻在中途放棄了成為聲優的志願，還有一學年，自己也面臨了是否該繼續升學或是就業的抉擇。當二年制的養成學校即將畢業時，察覺到自己一直以來仍喜愛著聲優這個充滿魅力的職業，經過了一番審慎的思考並在家人徹夜的商討之後，決定繼續朝向聲優之路邁進，作為最初欲「探求自己的可能性」的挑戰，也因此才有聲優福山潤的誕生。回憶起這段往事的福山潤說： 「雖然當時想成為聲優的動機不單純，而現今卻是非常認真的努力著，請原諒我這不單純的動機吧![注 4]」。

### 音質與特色
- 擁有爽朗而柔軟的少年聲線，對詮釋複雜心境的少年或熱血青年等角色十分的擅長。聲音表情非常活潑，情感之投入最為聲優迷們所稱道。《日本音声製作者名鑑》評論其聲音屬於Tenor音域 [9]。獨特柔和的中性音色，無論是可愛的男性或女性角色，沉穩或率真的人物特質等，皆展露出其純熟圓融的聲音技巧，聲表現領域之廣泛，更蘊含了豐沛而溫暖的真摯感情。揣摩角色心理細膩，以"聲"的力量感染了所有閱聽者的靈魂，正如他積極誠懇的認真態度，和追求真實呈現角色的生命神采一般，令人激賞。一種屬於"福山式"的聲音魅力，和他如同陽光般燦爛的美麗聲響，正迅速地在你我耳邊傳遞。目前，是活躍於日本聲優業界的超人氣男性聲優之一。

## 福山潤的評論
- 雜誌短篇專欄『福山參部作』的第一部作裡，形容自己對角色的投入有著這樣的心情循環：當自己接受了一個角色時，會不自覺的將愛情注入這個角色裡像自己的另一個分身；當故事將近尾聲必須離開這個角色時，會因這個角色的即將逝去而感到哀傷。然後再次收拾起感傷的心情，重新期待著與另一個新角色的相逢。[10]
- 「我不會希望自己在二十年後也勉強維持同樣的戲路。比起維持現在的戲路，我更希望能挑戰不同的演出[注 5][11]。」
- 其他短篇專欄：，發行。
  - 『ESSAY 』Vol.19 （2005年10月5日）第1回 - Vol.24（2007年2月8日）第6回、最終回。
  - Vol.25（2007年5月9日）第1回 - Vol.26（2007年秋預定）第2回～。

## 聲優經歷
1995年
- 高中二年級生，進入青二PRODUCTION事務所附屬的聲優養成學校「青二塾大阪校」進修。

1997年
- 5月4日 - 正式岀道。首次擔任的配音工作是《月刊Asuka》廣播CM（角川書店）。

1998年
- 第一部參與配音的動畫作品《羅德斯島戰記-英雄騎士傳-》（4月1日-9月30日）飾演黑暗妖精C。
- 10月4日 - 於Event中初次亮相，是福山潤首次參與的第一場Event活動。

1999年
- 電玩遊戲《FAVORITE DEAR》（勇者之光）配音，飾演吟遊詩人Fellimi MacDill。
- 同年參與富野由悠季監督的TV動畫《∀》（4月9日-2000年4月14日）配音，飾演基斯·西捷。是正式刊出福山潤名字的首部動畫。日後訪談中，福山潤用“平步青雲”來形容被富野監督肯定之後的感覺。
- 10月 - 中途辭退青二PRODUCTION事務所青二塾junior，以Free的身分繼續《∀鋼彈》的配音。

2000年
- 移籍PRODUCTION baobab事務所。獲得主役機會飾演《無敵王TRI-ZENON》（10月14日-2001年3月24日）神威章。動畫演繹期間，於共演的聲優前輩林原惠和（長島雄一）身旁習得發聲技巧，對福山潤往後的配音工作有著很深的啟發作用。
- 同年，參與富野由悠季監督的三部劇場動畫《機動戰士高达》（12月21日發售DVD），飾演玛可·库藍。

2001年
- 3月 - 動畫《ANGELIC LAYER 天使領域》（4月1日-9月30日）配音，飾演小林虎太郎。

2002年
- 1月 - 第一次參與BL廣播劇CD演出，飾演瀬尾晶。
- 同年參與電玩遊戲配音，飾演主角凱伊路・迪那敏斯，隨著作品的賣座而人氣直升，是福山潤聲優生涯的另一個轉機。
- 9月 - 動畫《超重神GRAVION》（10月7日-12月16日）配音，飾演主角天空侍斗牙。

2003年
- 3月 - 動畫（4月3日-2004年3月25日）配音，飾演主角Beetma。
- 同年參與松本零士原作、藤川桂介腳本構成的海洋SF動畫作品《SUBMARINE SUPER 99》（5月8日-7月31日）配音，飾演主角沖進。
- 5月 - 電玩遊戲《學園天堂 BOY'S LOVE SCRAMBLE!》配音。遊戲中靈活詮釋了純真可愛的主人公"伊藤啓太"，在女性玩家以及愛好者中獲得極大好評，並累積了足以誇耀於其他同類型遊戲的耀眼人氣! 本作也因而被諭為"女性向遊戲的金字塔"。
- 9月28日 - 擔任Event「Saint Beast 3rd Party」特別來賓，並宣布加入《Saint Beast 四聖獸》的一員，演出新角色神官潘朵拉。

2004年
- 1月 - 動畫續篇《超重神GRAVION Zwei》（1月8日-3月25日）演出，延續主角天空侍斗牙的配音。
- 3月20日 - 以女性向電玩遊戲《金色琴弦》中"志水桂一"的角色，初次登上KOEI於[[橫濱|橫濱]]所舉辦的Event「Neo Romance♥Festa 6」公演舞台。
- 9月 - 秋季，擔綱兩部動畫主役配音，《陰陽大戰記》（9月30日-2005年9月29日）飾演太刀花陸、《W ～Wish～》（10月5日-12月28日）飾演遠野潤和。同時期參與動畫《巖窟王》（10月5日-2005年3月29日）配音演出，飾演阿爾貝・德・馬爾瑟夫子爵，以精湛的聲音演技受到矚目。該部動畫也榮獲日本「2005 東京國際動畫博覽會」第4回東京動畫賞電視節目部門優秀作品賞，以及第10回神戶作品賞，奠定了福山潤飾演主役級角色的根基。

2005年
- 4月3日 - 獲邀出席Event「2005 東京國際動畫博覽會」、舉辦，二百人名額限定聲優公開簽名會。
- 7月16日、17日 - 偕同聲優皆川純子和小西克幸，出席東京、大阪所舉行的「LOVELESS DVD」，於會場中戴著貓耳朵和貓尾巴的模樣，引起愛好者的熱烈討論。
- 7月 - CLAMP原著漫畫《×××HOLiC》映畫化《劇場版×××HOLiC 仲夏夜之夢》（8月20日上映）配音，飾演四月一日君尋。
- 8月28日 - 獲邀擔任Event「森川智之＆檜山修之」特別來賓，以著浴衣及女裝姿態粉墨登場。
- 9月 - 動畫（10月2日-12月25日）配音，飾演主角河川菊之介。同時期參與動畫《ToHeart2》（10月3日-2006年1月2日）配音，飾演主角河野貴明。動畫《克拉斯特學院》（10月4日-2006年3月28日）配音演出白瑞．傑斯柏。動畫播出後廣受好評，與劇中主要聲優下野紘、岸尾大輔、吉野裕行組成聲優團體「Cluster'S」。
- 11月5日 - 獲邀出席特別講師。
- 同年參與富野由悠季製作的網路動畫《麟光之翼》（12月16日-2006年9月8日）配音，飾演主角艾薩普・鈴木。自動畫《∀》和《初代高達劇場版》以來，第三次出演富野監督的動畫，更是從配角一步步成長為其筆下的主人公。由於富野本人對聲優演技的挑剔苛刻在業內相當有名，因此福山潤的實力得到了業內的公認。該部動畫也榮獲日本第11回アニメーション神戶OVA部門作品賞。

2006年
- 春季，擔綱四部動畫主役配音：《學園天堂 BOY'S LOVE HYPER!》（4月1日-6月24日）飾演伊藤啓太、《變身公主》（4月5日-6月21日）飾演河野亨、《犬神!》（4月5日-9月27日）飾演川平啓太、《×××HOLiC》（4月6日-9月28日）飾演四月一日君尋。
- 7月22日、23日 - 獲邀出席以及的Guest講師。
- 8月 - 獲得日本專業動畫情報新聞《。2006年8月23日發行。票選，2006年上半期「日本大賞」男性聲優部門第一位。
- 9月 - 電玩遊戲《金色琴弦》動畫化，與劇中主要聲優谷山紀章、伊藤健太郎、森田成一、岸尾大輔組成聲優團體「stella quintet」，為動畫《金色琴弦～primo passo～》（10月1日-2007年3月25日）演唱片尾曲。同時期參與秋季動畫《武裝鍊金》（10月4日-2007年3月28日）配音，飾演主角武藤和樹、動畫《CODE GEASS 反叛的魯路修》（10月5日-2007年3月29日、7月28日）配音，飾演主角魯路修・蘭佩魯傑。
- 9月24日 - 偕同遊戲製作監督小島秀夫以及導演村田周陽，出席「2006 東京電玩展」、KONAMI舉辦的Event「MGS4」舞台訪談活動，並公開發表加入電玩遊戲《潛龍諜影4：愛國者之槍》演出一重要角色強尼（秋葉）[12]。
- 10月17日 - 由小說家篠崎一夜原著、香坂透作畫的BL向作品《欠金情人》將於2007年OVA動畫化，確定參與配音演出主人公綾瀨雪彌。
- 10月下旬 - 參與事務所PRODUCTION baobab獨家發行的1000枚限定廣播劇CD，演出主人公三田五郎。
- 11月20日 - 於聲優大原沙耶香和新井里美所主持的線上廣播節目收錄後，謎樣的穿著了女僕服亮相，此舉引發愛好者的高度關注[13]。
- 12月10日 - 獲邀出席Guest講師。
- 12月22日 - 由文化放送每年年末例行舉辦的「2006」活動發表，榮獲男性聲優賞部門最優秀獎[14]。

2007年
- 2月28日 - 獲得日本漫畫情報誌2007 April。2007年2月28日發行，42-43頁。讀者票選2006年度聲優賞部門第一位。
- 3月3日 - 以動畫《CODE GEASS 反叛的魯路修》中的靈魂人物『魯路修·蘭佩魯傑』一角，榮獲日本第一回（初代）（2006年10月21日-2007年3月3日）主演男優賞受賞[15]。
- 3月18日 - 獲邀出席Guest講師。
- 7月中旬 - 聲優雜誌9月號（2007年8月10日發行）的封面照拍攝。是該誌於1994年創刊以來，首位單獨登上卷頭封面的男性聲優。
- 8月 - 再度獲得日本動畫情報新聞《。2007年8月23日發行。票選，2007年上半期「日本大賞」男性聲優部門第一位。
- 8月18日、25日 - 獲邀出席以及「特別講師。
- 9月 - 秋季動畫《魔法人力派遣公司》（10月7日-2008年3月26日）配音，飾演主角伊庭樹。
- 10月27日 - 聲優雜誌《Pick-Up Voice》2007年12月號的封面照拍攝。也是該誌創刊以來首位獨占封面的男性聲優。
- 10月28日 - 出席日本俳優連合舉辦Event「聲優口演2007」，演出懷舊動畫影片。
- 11月上旬 - 冬季動畫《狼與辛香料》（2008年1月8日-4月10日）配音，飾演主角克拉福・羅倫斯。
- 11月23日 - 獲邀出席特別講師。

2008年
- 1月30日 - 接受電視節目『アニメギガ』的個人專訪。該專訪播出後，《巖窟王》的監督前田真宏在官方Blog上，不惜筆墨地對福山潤的優雅聲音和刻苦認真的工作態度大加讚賞，並親手繪製了福山潤的肖像素描。
- 春季，擔綱四部動畫主役配音：續篇《×××HOLiC◆繼》（4月3日-6月26日）飾演四月一日君尋、（雨夜之月）（4月4日-6月27日）飾演六合鴇時、續篇《CODE GEASS 反叛的魯路修 R2》（4月6日-9月28日）飾演魯路修・蘭佩魯傑、《S·A特優生》（4月6日-9月14日）飾演瀧島彗。
- 6月29日 - 於NHK电视台『BSティーンズ倶楽部』节目中，担当现场配音指導。
- 据统计，为2008年度出演日本動畫集数最多的男性聲優。

2009年
- 2月 - 以《CODE GEASS 反叛的魯路修 R2》的魯路修・蘭佩魯傑一角獲得2009年東京國際動畫博覽會聲優賞。
- 3月 - 榮獲第三回海外支持者賞（首設獎項，初代目）。
- 4月 - 與立花慎之介、小野大輔、間島淳司、近藤孝行、日野聡以及菅沼久義組成DABA。
- 5月 - 與同事務所的另一位聲優日野聰共同出演真人電影「我的腐女友 (電影)」。該片於5月2日正式上映。
- 11月 - 於31歲生日（11月26日）當天發行個人第一張專輯「浪漫的世界31」。專輯初動銷量名列日本公信榜第七位。
- 据统计，为2009年度出演日本動畫集数最多的男性聲優。

2010年
- 2月16日 - 主役的網路動畫『夏娃的時間』榮獲本年度東京國際動畫博覽會OVA動畫部門優秀作品賞。
- 4月6日 - 開始獨自擔當電視節目『美女と麻雀』的主持人。這是福山潤首次TV鏡頭前的主持工作。
- 7月2日 - 主役的動畫《Code Geass 反叛的魯路修》榮獲第11届法国巴黎动漫展最优秀原创动画奖。
- 7月12日 - 與知名作詞家岩里祐穗合作，發行以朗讀搭配音樂演奏的個人第二張專輯『Love Letters 2 ~パリ市ロマンチッ区』。
- 10月 - 於東京和京都舉辦初次的個人Live售票読演会「読×演×会～Live Letters～」 。
- 10月31日 - 獲邀出席講師。
- 11月15日 - 會場限定的初次個人Live DVD和相框，時鐘，茶杯，卡片，旅行包等紀念商品一售而光後，官方決定追加生產再度発売。
- 据统计，为2010年度出演日本動畫集数第二多的男性聲優。

2011年
- 1月28日 - 發售首本個人寫真集『福山潤 FirstLive＆PhotoBOOK 扉』。
- 3月19日 - 出版發行首本由福山潤本人著作的書籍『福山 潤オフィシャルブログBOOK 気になるアイツはポンチョ～ヌ』。
- 3月31日 - 辭退長年所属的PRODUCTION baobab事務所。
- 4月1日 - 和森川智之共同設立アクセルワン事務所.
- 4月3日 - 出席「STAND UP! JAPAN」义援募金活動 in 秋叶原。
- 5月 - 出演的售票朗讀劇『朗読劇 私の頭の中の消しゴム 3rd letter』。
- 5月25日 - 發行個人第三張專輯『福山潤、愛を歌う!』。初回限定盤內附福山潤的初次個人Live DVD。

2012年
- 11月-為邀請福山潤來台進行聲優見面會活動，台灣開拓動漫祭辦理網路連署，連署期間從11月7日起，至11月19日圓滿結束。主辦單位於11月20日上午於官網宣佈見面會確定舉辦。此見面會為小型，且由觀眾購票，為台灣首次舉辦此種類型的活動。

2013年
- 1月1日-下午，接受台灣開拓動漫祭邀請，於台灣師範大學公館校區中正堂參加聲優見面會「福山潤的浪漫派對」。

2014年
- 4月24日-由資深動畫師淺野直之等人創辦的「NPO 法人動畫師支援機構」（NPO 法人アニメーター支援機構），舉辦為動畫師宿舍營運的海外募款活動，擔任捐贈者謝禮，歌曲「君ガ空コノカナシケレ」MV當中的弟弟一角（歌曲開始前的引言者）。

## 演出作品
※以下列表為日本地區動畫放映年份以及作品發售日期

### 電視動畫
1998年
- 羅德斯島戰記-英雄騎士傳-（黑暗妖精C）
- 守護月天!（黑板擦、男性）

1999年
- ∀（基斯·西捷）

2000年
- 無敵王トライゼノン（神威章）
- 幻影死神（早乙女正美）
- 學校怪談（學生們）

2001年
- ANGELIC LAYER 天使領域（小林虎太郎）
- 哈雷小子（哈利）
- 少年足球（池永、高槻、島本守）
- 星界的戰旗 II（管制官A）
- 超激力戰鬥車（タカ）
- 厄夜怪客（助手）
- よばれてとびでて!アクビちゃん（攝影師、白馬ガク）

2002年
- 超重神GRAVION（天空侍斗牙）
- PIANO（高橋一也）
- 禁獵魔女（榊晴人）
- 天使特警（特威德魯達姆）
- 電光快車俠2（翼）
- 驚爆危機!（坂本翔太、AI、カスヤ・ヒロシ）
- 忍者亂太郎（足輕、舳丸、亡者、忍者）
- 東京地底奇兵（番长部下）
- 天地無用!GXP（アラン）
- 蠟筆小新（汚田急痔）
- 最終兵器彼女（田徑隊員1）
- 馭龍少年（G）
- 彩夢芭蕾～卵之章～（男學生）
- 鋼鐵偵探J（イアン・ナルセ）
- 飆悍射將（新川正彥）
- 決鬥王（神谷透）
- 神奇寶貝超世代「開幕!彩幽大會!!」（トモノ）
- 名偵探柯南 「特別版 大阪二重不思議 浪花劍士與太閤之城」（劍道部員A）

2003年
- 冒險遊記Pluster World （Beetma、Beetma EX）
- 超級潛艇 99（沖進）
- 洛克人EXE AXESS（偵察人）
- 闇與帽子與書的旅人（爾亞、解說員、黃島龍軒）
- 星際少年隊 ''E'S OTHERWISE'' 
- 成惠的世界（丸尾正樹）
- 真珠美人魚（崎谷浩介）
- Di Gi Charat Nyo（ネッド、ガンマン、マモルブルー）
- 忍者亂太郎（少年武士）
- 驚爆危機？校園篇（椿一成）
- さいころボット コンボック（サドケン）
- F-Zero 飛隼傳說（トゥルカム）
- 我們這一家（邪惡大將軍、少年、男性）

2004年
- 超重神GRAVION Zwei（天空侍斗牙）
- W ～Wish～（遠野潤和）
- 陰陽大戰記（太刀花陸）
- 巖窟王（阿爾貝・德・馬爾瑟夫子爵）
- 洛克人EXE Stream（偵察人）
- 死體兵 第二部（弟）
- B傳說! 戰鬥彈珠人（ジュニア）
- 勇午～交涉人～（士兵7、少年）
- 今日大魔王!（力克）
- それいけ!活寶三人組（津久田茂）
- 異域天使（アインス）
- （羅協特）
- 混沌武士（足輕）
- 機獸超世紀（Gilbert the Impaler）
- BLEACH（小島水色、綾瀨川弓親）
- Sweet Valerian（蛇怪、爽朗君）

2005年
- （河川菊之介（七福鬼神））
- ToHeart2（河野貴明）
- 克拉斯特學院（白瑞·傑斯柏）
- 玻璃假面（櫻小路優）
- 洛克人EXE BEAST（偵察人）
- 植木的法則（亞諾）
- TSUBASA翼（四月一日君尋）
- LOVELESS（彌生）
- 交響詩篇艾蕾卡7（少年）
- 我太太是高中生（岩崎航平）
- 驚爆危機！The Second Raid（FRIDAY〈毛的AI〉）
- 增血鬼果林（藤谷真）
- 怪傑佐羅力 第二部（魚（學生）、小孩佐羅力）
- 今日大魔王!「魔王大全集 II ～魔劍魔爾吉夫篇～」（力克）
- 高機動交響曲GPO（竹內優斗）
- BLOOD+（基）
- 幻龍記（アンドレ・バルーラ）

2006年
- 地獄少女（基魯·杜·朗菲魯）（第20話）
- 學園天堂 BOY'S LOVE HYPER!（伊藤啟太）
- 變身公主（河野亨）
- 犬神!（川平啟太）
- ×××HOLiC（四月一日君尋）
- 洛克人EXE BEAST+（偵察人）
- 無罪的維納斯（青狼）
- 黑血兄弟（傑爾曼·克洛克）
- 金色琴弦～primo passo～（志水桂一）
- 少年陰陽師（藤原敏次）
- 武裝鍊金（武藤和樹）
- CODE GEASS 反叛的魯路修（魯路修·蘭佩洛基）

2007年
- MOONLIGHT MILE（マリク・アリ・ムハンマド）
- Saint Beast～光陰敘事詩天使譚～（神官長潘朵拉）
- 鐵馬少年（梅爾）
- 風之聖痕（芹澤達也）
- 王牌投手 振臂高揮（泉孝介、織田裕行）
- 君吻 pure rouge（柊明良）
- 魔法人力派遣公司（伊庭樹）
- 獸神演武 -HERO TALES-（汰臥帝）
- 神靈狩/GHOST HOUND（中嶋匡幸）
- 旋風管家（操縱執事）
- 驅魔少年（李佳）

2008年
- 狼與辛香料（克拉福·羅倫斯）
- ×××HOLiC◆繼（四月一日君尋[16]）
- 超時空要塞 MACROSS F（盧卡·安傑洛）
- 雨月（六合鴇時）
- CODE GEASS 反叛的魯路修 R2（魯路修·蘭佩洛基）
- S·A特優生（瀧島彗）
- 吸血鬼騎士（藍堂英）
- 吸血鬼騎士 Guilty（藍堂英）
- 幻影少年（アンドリュー）
- 鶺鴒女神（御子上隼人）
- 黑執事（克雷爾·沙多克里夫）
- 武裝機甲 LINE BARRELS（加藤久嵩）
- CLANNAD（生徒會役員 二年級）
- 骷髏13（ブルー・ファイア）

2009年
- 天才麻將少女（須賀京太郎）
- 空罐少女（大地翔）
- 狼與辛香料II（克拉福·羅倫斯）
- 天國少女（卡諾・羅芝泰爾）
- 戰場女武神（馬克西米里安·蓋烏斯·馮·雷金雷布）
- VIPER'S CREED（ハルキ）
- 穿越宇宙的少女（雷歐帕魯特、フォン博士、プリンス・オブ・ダークネス）
- 金色琴弦～secondo passo～（志水桂一）
- 潘朵拉之心（文森特·奈特雷依）
- 07-GHOST神幻拍檔（哈克連·歐克）
- 香格里拉 （科幻小說）（今木紫音）
- 信蜂（葛修·史衛特）
- KIDDY GiRL-AND（特威德魯達姆）
- 寶石寵物（迪安）

2010年
- 無頭騎士異聞錄 DuRaRaRa!!（岸谷新羅）
- WORKING!!（小鳥遊宗太）
- 無法掙脫的背叛（叢雨九十九）
- 渣和无用改革（杉村タイゾー）
- 王牌投手 振臂高揮 -夏季大會篇（泉孝介）
- 奇蹟少女KOBATO.（四月一日君尋）
- 妖怪少爺（奴良陸雄）
- 傳說的勇者的傳說（萊納·龍特）
- 鶺鴒女神 第二季（御子上隼人）
- Starry☆Sky（木ノ瀬梓）
- 信蜂Reverse（葛修·史衛特）
- 黑执事2（克雷爾·沙多克里夫）
- MM一族（砂戶太郎）
- STAR DRIVER 閃亮的塔科特（新藤·須方）
- 咎狗之血（凜）

2011年
- 青之驅魔師 （奧村雪男）
- 死囚樂園 （六路文堂）
- 妖怪少爺 千年魔京（奴良陸雄）
- 天魔黑兔（紅日向）
- 吸血貓（天使喵）
- 日常（兵士66番）
- 宝石宠物 Sunshine（迪安、螺子川テツオ、ダイナーのマスター、コヨーテ、大男、宇宙人A）
- BLOOD-C（犬）
- Battle Spirits 霸王（棚志手賀丸）
- 境界線上的地平線（葵·托利）
- WORKING'!!（小鳥遊宗太）
- 最後流亡-銀翼的飛夢-（歐蘭）
- 天才黃金腦～神之謎（逆之上住門）
- 請認真的和我戀愛！！（Cookie第二型態）

2012年
- 男子高校生的日常（救世主、旧友）
- 足球騎士（逢澤傑）
- 新網球王子（忍足謙也）
- 超機械生命體 變形金剛領袖之證（傑克森·達比/傑克）
- 白熊咖啡廳（熊貓）
- 天才黃金腦～神之謎 第二期（逆之上住門）
- 王者天下（嬴政、漂）
- 境界線上的地平線 第二期（葵·托利）
- 聖靈家族（利貝塔（Liberta））
- 咲-Saki- 阿知賀篇 episode of side-A（須賀京太郎）
- 夏雪之約（島尾篤）
- 冰菓[[[Wikipedia:格式手册/链接#章節|錨點失效]]]（田名邊治朗）
- 人類衰退之後（助手）
- Battle Spirits Sword Eyes（ハガクレ・シドー）
- 中二病也想談戀愛！（富樫勇太）
- K（八田美咲）
- 魔奇少年（卡希姆）
- IXION SAGA DT（瑪麗安戴爾）

2013年
- Q弟偵探因幡（森〈Forest〉正志）
- 魔王勇者（勇者）
- 成年女性的動畫時間 不在他處 正是此地
- DD北斗之拳（稻草人、火星人）
- RDG 瀕危物種少女（相樂雪政）
- 寶石寵物 Happiness（毛利十四郎）
- 血型小將ABO（A型）
- 蟲奉行（長福丸）
- 革命機Valvrave（A-Drei）
- 王者天下2（嬴政）
- 現視研 第二代（朽木學）
- 魔界王子 devils and realist（凱文）
- 黏黏糊糊!!角質君（角質老師）
- 最強銀河 究極ZERO Battle Spirits（索爾特）
- 當不成勇者的我，只好認真找工作了。（西爾·史古力普德）
- 黑子的籃球 第2季（花宮真）
- 天才黃金腦～神之謎 第三期（逆之上住門）
- 革命機Valvrave 第2季（A-Drei）
- 閃電十一人GO3 銀河（白龍）

2014年
- 流浪神差（兆麻）
- 屬性同好會（河原中）
- 中二病也想談戀愛！戀（富樫勇太）
- 天才麻將少女 全國篇（須賀京太郎）
- HAMATORA ─超能偵探社─（巴斯蒂）
- 魔法戰爭（狼神鷹雄）
- 抓狂徵信社（巧美）
- 真·抓狂徵信社（巧美）
- 金色琴弦 Blue♪Sky（如月響也）
- RAIL WARS!（高山直人）
- 黑執事 Book of Circus（克雷爾·沙多克里夫）
- 信長協奏曲（德川家康）
- 甘城輝煌樂園救世主（三角仔、源十郎、未來君）
- 境界觸發者（烏丸京介）
- 七大罪（金恩）

2015年
- 元氣少女緣結神◎（麻毛理神）
- 美男高校地球防衛部LOVE！（有馬燻）
- 血型小將ABO 2（A型）
- 暗殺教室（殺老師）
- 無頭騎士異聞錄DuRaRaRa!!×2 承（岸谷新羅）
- 影子籃球員 第三季（花宮真）
- 俺物語！！（一之瀨光基）
- 山田君與7人魔女（山崎春馬）
- 亂步奇譚 拉普拉斯的遊戲（浪越）
- 無頭騎士異聞錄DuRaRaRa!!×2 轉（岸谷新羅）
- WORKING!!!（小鳥遊宗太）
- 赤髮白雪姬（拉治）[17]
- 流浪神差 ARAGOTO（兆麻）
- K RETURN OF KINGS（八田美咲）[18]
- 阿松（一松）[19]
- 血型小將ABO 3（A型）

2016年
- 暗殺教室 第二期（殺老師）
- 無頭騎士異聞錄DuRaRaRa!!×2 結（岸谷新羅）
- 赤髮白雪姬 第2期（拉治）
- 石膏男團（赫爾密斯）
- 亞人（中野攻）
- 鬼牌遊戲（實井／森島邦雄）
- Battle Spirits Double Drive（辰巳）
- 雙星之陰陽師（黃粉[20]）
- 在下坂本，有何貴幹？（全哲瑞）
- 發條精靈戰記 天鏡的極北之星（約翰·亞爾奇聶庫斯）
- 槍彈辯駁3 －The End of 希望峰學園－ 絕望篇（花村輝輝）
- 七大罪 聖戰的預兆（金恩）
- 槍彈辯駁3 －The End of 希望峰學園－ 希望篇（花村輝輝）
- 虎面人W（凱文·安德森）
- 勇利!!! on ICE（西郡豪）
- 文豪Stray Dogs 第2期（坂口安吾）
- 亞人 第二期（中野攻）
- 烏龍麵之國的金色毛毬（藤山俊亮、S田律師、章魚星人、旁白、曾根崎老師、約翰、烏鴉、岩倉、藝人〈男〉）

2017年
- 青之驅魔師 京都不淨王篇（奧村雪男）
- 黑色五葉草 （芬拉爾・爾拉凱斯）
- 飆速宅男 NEW GENERATION（岸神小鞠）
- Hand Shakers（布雷克）
- 銀之守墓人（陸水銀）
- 覆面系NOISE（黑瀨步[21]）
- 戀愛與謊言（研修醫）
- 時間支配者（維克托·普汀[22]）
- 阿松（第2期）（一松）

2018年
- 愛吃拉麵的小泉同學（小林）
- 七大罪 戒律的復活（金恩）
- 飆速宅男 GLORY LINE（岸神小鞠）
- 銀之守墓人 第2期（陸水銀）
- 閃電十一人 戰神的天秤（野坂悠馬）
- 女神異聞錄5 動畫版（P5A）（雨宮蓮）
- Banana Fish（李月龍[23]）
- 深夜！天才傻鵬（日语：深夜!天才バカボン）（福山潤）
- GRAND BLUE碧藍之海（工藤會長）
- 關於我轉生變成史萊姆這檔事（雷昂·克羅姆威爾）
- 學園BASARA（小早川秀秋[24]）
- 閃電十一人 俄里翁的刻印（野坂悠馬）
- RELEASE THE SPYCE（保鑣）
- 能繼續奔跑下去真是太好了。（須山湊[25]）
- 精靈寶可夢 太陽&月亮（哈烏）

2019年
- W'z（荒城令次郎[26]）
- 明治東京戀伽（藤田五郎）
- 傀儡馬戲團（阿爾萊奇[27]）
- POP TEAM EPIC TV SPECIAL（PIPI美〈第13話玄武版本後半段〉）
- 深夜的超自然公務員（宮古新）
- 文豪Stray Dogs 第3期（坂口安吾）
- RobiHachi（魚魚君）
- 鬼滅之刃（矢琶羽[28]）
- 盾之勇者成名錄（拉爾貝克）
- 獵獸神兵（克里斯多福／石像鬼）
- 騷亂時節的少女們。（山岸知明）
- 胡蝶綺 ～少年信長～（拾阿彌）
- 艾梅洛閣下II世事件簿 -魔眼蒐集列車 Grace note-（哈特雷斯博士）
- 七大罪 眾神的逆麟（金恩）
- 非洲的動物上班族（企三郎）
- 喜歡本大爺的竟然就妳一個？（葉月保雄〈水管〉）
- 妖怪學園Y ～第N類接觸～（追田駿三、オ・イーター）

2020年
- BREAKERS（隼人）
- 籃球少年王（蒲地太郎）
- 妖怪學園Y ～第N類接觸～（霧隠ラント）
- 暗黑破壞神在身邊。（小雪芹）
- 織田肉桂信長（太田牛一、臭蟲、螞蟻、鴿子、旁白）^
- 做得很好!名作君（月之使者）
- 先鋒飛車 極速合體 地球防衛隊（馬赫豪[29]、史蒂夫、Granner G）
- 王者天下3（嬴政）
- 食戟之靈 豪之皿（才波朝陽／鈴木老師）
- LISTENERS 聆聽者（吉米·斯通弗里[30]）
- 小邪神飛踢'（公家）
- ARGONAVIS from BanG Dream! ANIMATION（洲崎遵）
- 阿松（第3期）（一松）
- 半妖的夜叉姬（理玖）

2021年
- 境界觸發者 2nd season（烏丸京介）
- 七大罪 憤怒的審判（金恩）
- Praeter之傷（三門萬里）
- 堀與宮村（柳明音）
- 怪病醫拉姆尼（水月）
- 文豪Stray Dogs 汪！（坂口安吾）
- Vivy -Fluorite Eye's Song-（松本）
- 聖女魔力無所不能（凱爾·斯蘭塔尼亞）
- 新幹線戰士Z（Smat[31]）
- 龍先生、想要買個家。（ロベルト）
- 再見了，我的克拉默（武市半平太）
- Fairy蘭丸（妻原）
- 現實主義勇者的王國重建記（卡斯德爾·巴卡斯）
- 關於我轉生變成史萊姆這檔事 第2期（雷昂·克羅姆威爾）
- 吸血鬼馬上死（德拉克）
- 半妖的夜叉姬 貳之章（理玖）
- 境界觸發者 3rd season（烏丸京介）
- VISUAL PRISON 視覺監獄（吸血鬼）
- 境界戰機（傑曼·戈貝爾）
- 龍族拼圖（保良フカシ）
- 逆轉世界的電池少女（真國上官）

2022年
- Futsal Boys!!!!!（颱風兒玉）
- 白領羽球部（霧島隼人）
- 王者天下4（嬴政）
- 盾之勇者成名錄 Season2（拉爾貝克）
- 朋友遊戲（黑木）
- 作為女主角！～被討厭的女主角與秘密的工作～（IV[32]）
- 異世界歸來的舅舅（敬文[33]）
- 組長女兒與保姆（速水雅也[34]）
- 新來的女傭有點怪（悠利的父親）
- 新網球王子 U-17 世界盃（忍足謙也）
- 因為是反派大小姐所以養了魔王（奇斯·艾古利德[35]）
- 百萬噸級武藏（九世正宗[36]）
- 飆速宅男 LIMIT BREAK（岸神小鞠）
- BLEACH 千年血戰篇（綾瀨川弓親）
- 永久少年 Eternal Boys（淺井悠[37]）
- 戀愛Flops（伊集院好雄[38]）
- 4個人各自有著自己的秘密（帥哥[39]）

2023年
- 弦音－相繫的一射－（二階堂永亮[40]）
- 傲嬌反派千金莉潔洛特與實況主遠藤同學及解說員小林同學（久遠桐聖、九音）
- 為了養老，我要在異世界存8萬枚金幣（山野剛史[41]）
- 吸血鬼馬上死2（德拉克）
- 文豪Stray Dogs 第4期（坂口安吾）
- 真·進化果實～不知不覺踏上勝利的人生～（肯佩爾）
- 小小哥吉拉的逆襲（小小哥吉拉[42]）
- Opus.COLORs 色彩高校星（月見里直輝[43]）
- 不知內情的轉學生不管三七二十一纏了上來。（茜的父親[44]）
- 在異世界獲得超強能力的我，在現實世界照樣無敵～等級提升改變人生命運～（一之瀨晶）
- 鄰人似銀河（佐野優大[45]）
- 我內心的糟糕念頭（濁川、幻想京太郎）
- 轉生成自動販賣機的我今天也在迷宮徘徊（阿箱[46]）
- BLEACH 千年血戰篇（小島水色）
- 文豪Stray Dogs 第5期（坂口安吾）
- 謊言遊戲（久我崎晴嵐[47]）
- 堀與宮村 -piece-（柳明音[48]）
- AYAKA -綾島奇譚-（薪田太平[49]）
- 妙廟美少女（鬼城峯安）
- 能幹貓今天也憂鬱（幸來的父親[50]）
- 隊長小翼Season2 Jr.青少年篇（卡爾·海因茨·施耐德[51]）
- 我的新上司是天然呆（金城愛悟[52]）
- 我想成為影之強者！ 2nd season（約翰·史密斯[53]）
- 鴨乃橋論的禁忌推理（翡翠臣疾[54]）

2024年
- 異修羅（星馳阿魯斯[55]）
- 王者天下5（嬴政[56]）
- 青之驅魔師 島根啟明結社篇（奧村雪男[57]）
- 佐佐木與文鳥小嗶（亞德尼斯王子[58]）
- 卡片戰鬥!! 先導者 Divinez（ガブエリウス[59]）
- 四處貼上吧！小狗（い朗[60]）
- 狼與辛香料 MERCHANT MEETS THE WISE WOLF（克拉福·羅倫斯[61]）
- 星際莊的戀愛日記（修因·琴傑[62]）
- Unnamed Memory 無名記憶（特拉畢斯[63]）
- 福星小子（夢之妖精）
- 夜櫻家大作戰（星降月夜[64]）
- 魔王軍最強的魔術師是人類（アイク[65]）
- 異世界自殺突擊隊（泥面人[66]）
- 異世界失格（奧托[67]）
- 杖與劍的魔劍譚（キャリオット・インスティア・ワイズマン[68]）
- 深夜Punch（F・太郎丸[69]）
- 嘆氣的亡靈想隱退（亞克·羅丹[70]）
- 青之驅魔師 雪之盡頭篇（奧村雪男[71]）
- 妖怪學校的菜鳥老師！（學園長[72]）
- 鴨乃橋論的禁忌推理 2nd Season（翡翠臣疾[73]）
- 夏目友人帳 漆（多軌勇）

2025年
- 我想蹺掉太子妃培訓（克拉克[74]）
- 青之驅魔師 終夜篇（奧村雪男[75]）
- 魔神創造傳（完蛋師傅）
- Unnamed Memory 無名記憶 Act.2（特拉畢斯[76]）
- 妖怪學校的菜鳥老師！（學園長）
- 來到棒球場捕捉我吧！（鋸山劍[77]）
- #空帕斯2.0：陣地攻防戰（普羅羅裘[78]）
- 記憶縫線YOUR FORMA（索頌[79]）
- WITCH WATCH 魔女守護者（劍持弓弦[80]）
- 轉生成自動販賣機的我今天也在迷宮徘徊 2nd season（阿箱[81]）
- 阿松（第4期）（一松[82]）
- GRAND BLUE碧藍之海 Season 2（工藤會長[83]）
- 明天，美食廣場見。（艾貝爾公爵[84]）
- CITY THE ANIMATION（光岳伸晃[85]）
- 地縛少年花子君2（死神[86]）
- 王者天下6（嬴政[87]）

### 網路動畫
2005年
- 麟光之翼 （艾薩普·鈴木）

2006年
- 機動戰士鋼彈 SEED C.E.73 STARGAZER（索爾·琉尼·蘭裘）（2006/11/24）

2008年
- 夏娃的時間（陸夫）

2010年
- Starry☆Sky（木之瀨梓）

2015年
- 歐西里斯的天秤（日语：オシリスの天秤）（Target 09）

2016年
- 寶可夢世代（挑戰者）

### OVA
- 蜜×蜜水果糖系列
  - 蜜×蜜水果糖 Volume.1（百合丘千駿）（2006/04/28）
  - 蜜×蜜水果糖 Volume.2（百合丘千駿）（2006/07/28）
- 欠金情人系列
  - 欠金情人 Vol.1（綾瀨雪彌）（2007/02/09）
  - 欠金情人 Vol.2（綾瀨雪彌）（2007/06/22）
  - 欠金情人 Vol.3（綾瀨雪彌）（2007/09/26）
  - 欠金情人 Vol.4（綾瀨雪彌）（2007/12/21）
- 麟光之翼系列
  - 麟光之翼 第1卷（艾薩普·鈴木）（2006/04/26）
  - 麟光之翼 第2卷（艾薩普·鈴木）（2006/07/28）
  - 麟光之翼 第3卷（艾薩普·鈴木）（2006/09/22）
  - 麟光之翼 第4卷（艾薩普·鈴木）（2006/10/27）
  - 麟光之翼 第5卷「東京灣」（艾薩普·鈴木）（2006/11/24）
  - 麟光之翼第6卷「櫻花嵐」（艾薩普·鈴木）（2006/12/22）
- 光與水的女神（城之內康樹）（2004/10/22）
- 克拉斯特學院 CLUSTER EDGE Secret Episode（白瑞·傑斯柏）（2006/09/22）
- 機動戰士系列
  - 機動戰士 MS IGLOO 一年戰爭秘錄1 「大蛇消失在魯烏姆」
  - 機動戰士 MS IGLOO 一年戰爭秘錄2 「狼嚎染紅了落日」
  - 機動戰士 MS IGLOO 一年戰爭秘錄3 「幻影在軌道上疾馳」
  - 機動戰士 MS IGLOO －默示錄0079－1 「在賈布羅上空看見海洋」（2006/04/26）
  - 機動戰士 MS IGLOO －默示錄0079－2 「越過光芒之巔」（2006/06/23）
  - 機動戰士 MS IGLOO －默示錄0079－3 「在雷鳴中魂兮歸來」（2006/08/25）
- 緝毒特搜班 OVA switch 第1卷（衛藤快）（2008/10/24）
- 緝毒特搜班 OVA switch 第2卷（衛藤快）（2008/12/26）
- 最終兵器彼女系列
  - 最終兵器彼女 Another love song MISSION：1（涼平）（2005/08/05）
  - 最終兵器彼女 Another love song MISSION：2（涼平）（2005/09/21）
- 網球王子系列
  - 網球王子 Original Video Animation 全國大會篇 Vol.5 （忍足謙也）（2006/11/24）
  - 網球王子 Original Video Animation 全國大會篇 Semifinal Vol.1（忍足謙也）（2007/06/22）
  - 網球王子 Original Video Animation 全國大會篇 Final Vol.0（忍足謙也）（2008/04/25）
- OVA ToHeart2 系列
  - OVA ToHeart2 第1卷（河野貴明）（2007/02/28）
  - OVA ToHeart2 第2卷（河野貴明）（2007/06/27）
  - OVA ToHeart2 第3卷（河野貴明）（2007/09/28）
  - OVA ToHeart2 ad（河野貴明）（2008/03/26）
- Saint Beast 四聖獸系列
  - Saint Beast～幾千晝夜篇～上卷（神官潘朵拉）（2005/12/17）
  - Saint Beast～幾千晝夜篇～下卷（神官潘朵拉）（2006/03/18）
- xxxHOLIC 春夢記（四月一日君尋）（2009/2/17）
- Tsubasa翼 春雷記（四月一日君尋）（2009/3/17）
- 聖鬥士星矢 THE LOST CANVAS 冥王神話（天暴星 輝火）

2015年
- 無頭騎士異聞錄 DuRaRaRa!!×2 承 外傳！？ 第4.5話 我的心是火鍋的形狀（岸谷新羅）※劇場先行上映（2015/05/30）[88]
- 無頭騎士異聞錄 DuRaRaRa!!×2 轉 外傳！？ 第13.5話 戀愛故事鏗鏗鏗（岸谷新羅）※劇場先行上映[89]
- 流浪神差「夜斗神連續殺人事件」（兆麻）※單行本第15卷限定版附贈DVD

2016年
- 赤髮白雪姬（拉治）
- 流浪神差「一起拍照吧」（兆麻）※單行本第16卷限定版附贈DVD
- 無頭騎士異聞錄 DuRaRaRa!!×2 結 外傳！？ 第19.5話 DuFuFuFu!!（岸谷新羅）※劇場先行上映[90]
- 亞人（中野攻）※漫畫第9卷附OAD限定版

2017年
- 美男高校地球防衛部LOVE！LOVE！LOVE！（有馬燻）

2020年
- 失憶投捕OVA（山田太郎[91]）

2022年
- 外之國的少女（老師）

### 劇場版動畫
2000年
- GUNDAM THE RIDE（ジャック・ベアード）

2001年
- 鋼彈 新體驗 －0087－ GREEN DRIVERS（GM II のパイロット）
- 劇場版 幻想魔傳最遊記 Requiem～選ばれざる者への鎮魂歌～（道雁少年）

2002年
- 劇場版 超激力戰鬥車 挑戰!（ギア・エンペラー、ジェイク・グランドシュタイン）
- 劇場版∀鋼彈 I/II（Keith Laijie）－2作品

2004年
- 機動戰士 MS IGLOO 一年戰爭秘錄
-  超越阻礙（大崎賢之介）

2005年
- 劇場版×××HOLiC 仲夏夜之夢（四月一日君尋）
- 玻璃兔 The Glass Rabbit（江井行雄）

2006年
- 劇場版BLEACH（綾瀨川弓親）－4作品

2007年
- 劇場版 犬神!THE MOVIE 特命靈的搜查官・假名史郎!（川平啟太）
- KIDDY GRADE －IGNITION－ 覺醒篇／氾濫篇／黎明篇（特威德魯達姆）－3作品

2008年
- 劇場版MAJOR メジャー 友情の一球（ウィニングショット）（木下誠也）

2011年
- 閃電十一人GO 究極之絆 獅鷲獸（白龍）
- 戰國BASARA -The Last Party-（小早川秀秋）

2012年
- 青之驅魔師劇場版（奧村雪男）
- BLOOD-C劇場版 The Last Dark（四月一日君尋 / 犬）
- 閃電十一人GO VS 紙箱戰機W （白龍）

2013年
- CODE GEASS亡國的阿基德-第2章 被撕裂的翼龍（朱麗葉斯·金斯利）
- 小鳥遊六花・改 ～劇場版 中二病也想談戀愛！～（富樫勇太）

2014年
- 火影忍者劇場版：The Last（大筒木舍人）

2017年
- 剧场版 黑執事 Book of the Atlantic（克雷爾·沙多克里夫）
- Code Geass 反叛的魯路修 I 興道（魯路修·蘭佩洛基）

2018年
- 電影版 中二病也想談戀愛！-Take On Me-（富樫勇太）
- Code Geass 反叛的魯路修 II 叛道（魯路修·蘭佩洛基）
- 文豪Stray Dogs DEAD APPLE（坂口安吾）
- Code Geass 反叛的魯路修 III 皇道（魯路修·蘭佩洛基）
- K SEVEN STORIES（八田美咲）
- 劇場版 七大罪 天空的囚人（金恩）
- FLCL Progressive（井出交）

2019年
- Code Geass 復活的魯路修（魯路修）
- 阿松 劇場版（一松）
- LAIDBACKERS：勇者的尼特族生活（龍）
- 劇場版 為了誰的鍊金術師（尼克斯）
- HUMAN LOST 人間失格（竹一）

2020年
- HoneyWorks 10th Anniversary "LIP×LIP FILM×LIVE"（IV）

2021年
- 劇場短篇 超時空要塞F ～時之迷宮～（盧卡·安傑洛）

2022年
- 阿松～希皮波族與閃耀果實～（一松）

2023年
- 留級魔女 風嘉與黑暗魔女（阿貝爾）
- 永久少年 Eternal Boys NEXT STAGE（淺井悠）
- 黑色五葉草：魔法帝之劍（芬拉爾·爾拉凱斯）
- 阿松～靈魂的章魚燒派對與傳說的夜宿活動～（一松）
- 北極百貨的秋乃小姐（侍者領班）

2024年
- BLOODY ESCAPE -地獄的逃走劇-（贊沙）
- 機動戰士GUNDAM SEED FREEDOM（艾伯特·海因莱因）
- 劇場版物怪 唐傘（平基）
- 風都偵探 假面騎士Skull的肖像（大嶋凪）

2025年
- 美男高校地球防衛部ETERNAL LOVE！（有馬燻）

### 特攝片
2014年
- 烈車戰隊特急者（黑男爵）

2015年
- 决战！奥特10勇士！！（梦比优斯奥特曼之声）

2020年
- 奥特银河格斗（梦比优斯奥特曼之声）

### 電玩遊戲
- Chain Chronicle：
  - 片翼の竜騎士フィー・グレア－稲妻の魔神討伐支援フェス
  - 勇者－チェンクロ×まおゆう魔王勇者
  - 副都の戦術家ヤーウッド
  - 自暴の暗殺者スルスタン
  - 二領の戦鬼ヨシカゲ
  - 灰狐の射手ソ
- 甜點王子2 （亞雷西奧‧吉羅尼）
- Dragalia Lost ～失落的龍絆～ （家康）
- 食之契約 （紅酒、義大利麵、水信玄餅）
- 東京放學後召喚師 （李徵）
- 战双帕弥什 （神威）
- 命運的法則：無限交錯 （名神龍二）
- 怪物彈珠  （圖坦卡門）
- 未定事件簿（莫弈/森月黎）
- 食物语 （三鲜脱骨鱼）
- 革命曲途（佐克）（2020/08/26）
- 潛龍諜影4：愛國者之槍（強尼（秋葉））（2008/06/12）
- 戰場女武神（馬克西米里安・蓋烏斯・馮・雷金雷布）（2008/04/24）
- 戰國BASARA3（小早川秀秋）
- 女神異聞錄5（主人公（Joker））（2016/09/15）
- 變身公主 公主們危險的放學後（河野亨）（2006/10/26）
- 蜜×蜜水果糖 甜蜜的戀愛人生（百合丘千駿）（2006/04/06）
- （凱伊路·迪那敏斯）（2002/11/28）
- 夢幻遊戲～玄武開傳 外傳～鏡之巫女（紫義） （2005/06/23）
- 耽美夢想 II ～榮耀、正義與愛～（ジークリード・カロッサ）（2006/02/09）
- 高機動交響曲GPO系列
  - 高機動交響曲GPO 白之章～青森企鵝傳說～（竹內優斗）（2006/01/12）
  - 高機動交響曲GPO 綠之章～狼與那個少年～（竹內優斗）（2006/03/30）
  - 高機動交響曲GPO 青之章～來自光之海的信～（竹內優斗）（2006/07/20）
- 克拉斯特學院～未來之證～（白瑞．傑斯柏）（2006/09/14）
- 紅心國的愛麗絲～Wonderful Wonder World～（特威達、特威迪）（2008/09/18）
- 機動戰士系列
  - 機動戰士鋼彈 相逢宇宙（傑克・貝亞德）（2003/09/04）
  - 機動戰士鋼彈 一年戰爭（マーカー・クラン）（2005/04/07）
- 咎狗之血 True Blood（Rin）（2008/05/29）
- 金屬蒼狼REV（卡爾洛）（2006/02/23）
- 金色琴弦系列
  - 金色琴弦（志水桂一）（2004/03/18）
  - 金色琴弦2（志水桂一）（2007/03/15）
  - 金色琴弦2 Encore（志水桂一）（2007/09/20）
- 橘色甜心～我愛上你了～（白石誠二）（2007/04/26）
- 君吻（柊明良）（2006/05/25）
- 秋之回憶系列
  - Memories Off Duet～1st＆2nd stories～（中森翔太）（2003/03/27）
  - Memories Off After Rain Vol.2 想演（中森翔太）（2005/02/24）
  - Memories Off After Rain Vol.3 卒業（中森翔太）（2005/03/31）
- 校園爭奪戰（小峰翔太）（2008/04/17）
- 學園天堂系列
  - 學園天堂 BOY'S LOVE SCRAMBLE!（伊藤啟太）（2003/11/27）
  - 學園天堂 BOY'S LOVE SCRAMBLE! TypeB（伊藤啟太）（2004/07/22）
  - 學園天堂 重現江湖!（伊藤啟太）（2005/02/24）
- 召喚夜響曲4（（獸皇））（2006/11/30）
- 超級機械人大戰Z（天空侍斗牙）（2008/09/25）
- 聖魔戰記 永恆大陸研究史（シンバ）（2006/10/12）
- 陰陽大戰記系列
  - 陰陽大戰記 白虎演舞（太刀花陸）（2005/03/31）
  - 陰陽大戰記 霸者之印（太刀花陸）（2005/06/23）
- 烏嚕嚕冒險～戀遊記～（深栗）（2005/07/28）
- 武裝鍊金 ようこそ パピヨンパークへ（武藤和樹）（2007/06/28）
- 異世紀機械人大戰系列
  - 異世紀機械人大戰2（艾薩普·鈴木）（2006/03/30）
  - 異世紀機械人大戰 3 THE FINAL（艾薩普·鈴木）（2007/09/06）
- BLEACH ～刀刃戰士2nd～（綾瀨川弓親）（2007/09/27）
- CODE GEASS 反叛的魯路修 LOST COLORS（魯路修·蘭佩魯傑）（2008/03/27）
- ×××HOLiC～四月一日的十六夜草話～（四月一日君尋）（2007/08/09）
- Saint Beast～螺旋之章～（神官長潘朵拉）（2007/09/20）
- SD 鋼彈 GGENERATION SPIRITS（ヒデト・ワシヤ）（2007/11/29）
- SIMPLE2000 series Ultimate Vol.21 喧嘩上等!Yankee番長～昭和99年的傳說～（刃）（2004/11/11）
- SUNRISE 英雄譚系列
  - SUNRISE 英雄譚R（ウィンド・シガ）（2000/11/22）
  - SUNRISE 英雄譚2（ウィンド・シガ）（2001/12/20）
  - 機甲武裝G-BREAKER 第三次克洛迪亞大戰（ウィンド・シガ）（2002/04/25）
  - 機甲武裝G-BREAKER2 同盟的反擊（ウィンド・シガ）（2002/08/08）
- 蓋特機器人大決戰!（一文字號）（1999/09/09）
- 秋之回憶2 Memories Off 2nd（中森翔太）（2001/09/27）
- 全民高爾夫2 （1999/07/29）
- 正邪幻想史系列
  - 正邪幻想史+ BLACK/MATRIX+（店的父親、etc.）（2000/12/14）
  - 正邪幻想史OO BLACK/MATRIX OO（Able）（2004/05/13）
- 聖魔戰記 SPECTRAL FORCE系列
  - SPECTRAL FORCE ～可愛的邪惡～（シンバ）（1999/08/26）
  - ～純情可憐～騎士團 SPECTRAL FORCE 聖少女外傳（シンバ）（1999/11/25）
- 奏（騷）樂都市OSAKA（孔）（1999/03/11）
- 無敵王TRI-ZENON（神威章）（2001/03/15）
- 勇者之光（菲莉蜜·瑪格娣魯）（1999/02/25）
- SuperLite1500 series UNO（孝美（高1））（1999/12/22）
- ZEUS II Carnage Heart （グラハム・クティナ）（1999/10/07）
- （凱伊路·迪那敏斯）（2007/02/15）
- 夢幻遊戲～玄武開傳 外傳～鏡之巫女（紫義）（2006/09/28）
- 機動戰士鋼彈 基連的野望 阿克西斯的威脅（傑克·貝亞德）（2008/02/07）
- 金色琴弦（志水桂一）（2005/11/10）
- 秋之回憶2 Memories Off 2nd（中森翔太）（2008/05/29）
- 校園爭奪戰（小峰翔太）（2008夏預定）
- 星海遊俠1 First Departure（約書亞·傑蘭德）（2007/12/27）
- 超時空要塞 邊疆王牌（盧卡·安傑洛）（2008/10/09）
- BLEACH ～炙熱之魂4（綾瀨川弓親）（2007/05/24）
- CODE GEASS 反叛的魯路修 LOST COLORS（魯路修·蘭佩魯傑）（2008/03/27）
- Dissidia Final Fantasy（洋蔥騎士）（2008/12/18）
- Metal Gear Solid Portable Ops（努爾（NULL））（2006/12/21）
- Twelve～戰國封神傳～（男主人公ヒビキ）（2005/08/25）
- 梦幻之星 便携版2（シズル・シュウ）（2009/12/03）
- 咎狗之血 True Blood（Rin）（2010/12/23）
- 最终幻想 零式（蒼龍王）（2011/10/27）
- 第2次超級機械人大戰Z 破界篇（天空侍斗牙、魯路修・蘭佩洛基／ZERO、盧卡·安傑洛）（2011/04/14）
- 第2次超級機械人大戰Z 再世篇（魯路修·蘭佩洛基／ZERO／魯路修·V·不列顛、天空侍斗牙、盧卡·安傑洛）
- 超級槍彈辯駁2 再見絕望校園（花村輝輝）（2012/07/16）
- 明治東亰恋伽（藤田五郎）（2013/09/26）
- 任天堂明星大亂鬥 特別版（羅伊、Joker）（2018/12/07－Joker為2019年4月18日新增的DLC角色）
- 任天堂明星大亂鬥for Wii U（羅伊）（2015/06/14－DLC角色）
- 任天堂明星大亂鬥for 3DS（羅伊）（2015/06/14－DLC角色）
- BLEACH Wii 白刃閃耀輪舞曲（綾瀨川弓親）（2006/12/14）
- 任天堂明星大亂鬥DX（羅伊）（2001/11/21）
- BLEACH GC 面對黃昏的死神（綾瀨川弓親）（2005/12/08）
- DRAGON DRIVE ディマスターズショット（G）（2003/08/08）
- 狼與辛香料 我與赫蘿的一年（施密特）（2008/06/26）
- 弧光之源2 意志（シュタイナー）（2008/05/15）
- 神靈狩/GHOST HOUND DS（中嶋匡幸）（2008/07/31）
- 王牌投手 振臂高揮 或許可以成為真正王牌（泉孝介）（2007/12/13）
- 網球王子 Driving Smash! side Genius（忍足謙也）（2007/12/20）
- BLEACH DS 翱翔藍天的命運（綾瀨川弓親）（2006/01/26）
- BLEACH The 3rd Phantom（綾瀨川弓親）（2008/06/26）
- CODE GEASS 反叛的魯路修（魯路修·蘭佩魯傑）（2007/10/25）
- CODE GEASS 反叛的魯路修 R2 盤上的GEASS劇場（魯路修·蘭佩魯傑）（2008/08/07）
- DS電擊文庫 犬神! feat.Animation（平川啓太）（2006/12/07）
- DUEL LOVE 戀愛少女是勝利女神（朝倉勇馬）（2008/03/13）
- 西格瑪和聲（黑衣男）
- 召喚夜響曲 X ～TEARS CROWN～（蒂蘭（デパィラン））（2009年11月5日）
- 紅線 DS（西野敦史）
- 世界傳奇 變裝迷宮3（凱伊路·迪那敏斯）（2005/01/06）
- BLEACH Advance 染紅的屍魂界（綾瀨川弓親）（2005/07/21）
- 金屬蒼狼（卡爾洛）（2002/06/27）
- 秋之回憶2 Memories Off 2nd（中森翔太）（2001/09/27）
- 紅心國的愛麗絲～Wonderful Wonder World～（特威達、特威迪）（2007/02/14）
  - 幸運草王國的愛麗絲～Wonderful Wonder World～（特威達、特威迪）（2007/12/25）
- 金色琴弦（志水桂一）（2003/09/19）
- 秋之回憶2 Memories Off 2nd for Windows（中森翔太）（2002/12/13）
- 校園爭奪戰（小峰翔太）（2004/07/23）
- 自律機動戰車（高柳肯）（2006/12/15）
- 勇者之光 FAVORITE DEAR for Windows（Fellimi MacDill）（2000/06/30）
- GAME S.S.D.S.～剎那的英雄～（KERO☆YUKI）（2005/05/20）
- invisible sign -IS-沉睡森林（柏木優斗）（2005/11/25）
- （Rin）（2008/01/25）
- Million Knights Vermilion（Silvio）（2008年預定）
- 星座彼氏 Starry☆Sky~in Summer （木之瀨 梓） （2009/06/26）
- 請認真的和我戀愛！！ （Cookie 第二型態） （2009/08/28）
- 新楓之谷 （亞克（男））
- 擴散性百萬亞瑟王（莫德雷德）
- 戰•無雙（福山潤）
- 陰陽師 （遊戲）（茨木童子、奴良陆生）
- 白貓Project（遮那王、金恩）
- 女神異聞錄5 星夜熱舞（主人公（雨宮蓮））（2018/05/24）
- Fate/Grand Order（始皇帝）（2018）
- 女神異聞錄5 皇家版（主人公（Joker））（2019/10/31）
- 雀魂麻將 (四宮夏生)
- 刀剑神域 Alicization 彼岸游境（海希利安）（2020/07/10）
- 拳皇全明星（金恩）
- 忍者必須死3（隼白）
- 幻書啟世錄 （棋經 歐西里斯之書)
- WIND BOYS！（伊礼康人）
- 英雄傳說 黎之軌跡(盧尼·金凱德)
- 薑餅人王國（瑪德蓮餅乾）
- 毘盧遮那戰姬（平知盛）
- 魔法禁书目录 幻想收束（岸谷新罗）
- 戰雙帕彌什（神威、卡穆）
- 神魔之塔（諾貝爾、拿破崙、南納）
- 刀劍亂舞（後家兼光）
- 明日方舟（邏各斯）

2025年
- 真·三國無雙 起源（無名：紫鸞）
- 優米雅的鍊金工房 ～追憶之鍊金術士與幻創之地～（魯格·阿倫特）

### 外語作品日語配音
電影
- Animal Farm 動物農莊（1999）（Moses）
- But I'm a Cheerleader 戀戀模範生（1999）（Andre）
- Crazy in Alabama 疯狂阿拉巴马/翹家老媽（1999） （Wiley Bullis）
- Endless Love 無盡的愛（1981）（David Axelrod）
- Harte Jungs（2000）（Dirk）
- High Fidelity 失戀排行榜（2000）（Chris Thompson）
- Skipped Parts 哈拉辣美眉（2000）（Sam Callahan）
- Superfire（2002）（Eliot）
- Tears of the Black Tiger 黑虎的眼淚/老虎頭上結情疤（2000）（Dum （Black Tiger Youth））
- The Bumblebee Flies Anyway（1999）（Mike）
- The Karate Kid 小子難纏（1984）（Bobby）
- The Karate Kid, Part III 小子難纏3（1989）（Bobby）
- The Little Vampire 魔法吸血鬼（2000）（Gregory Sackville-Bagg）
- The Perfect Tenant 超完美房客（2000）（Kurt Ronzoni）
- There's Only One Jimmy Grimble（2000）（The Cat）
- Thirteen Days 驚爆十三天（2000）（Kenny O'Donnell, Jr.）

電視影集
- Boy Meets World 小淘氣看世界 Season,3 Episode.18 "Life Lessons"（1993）（Kyle）
- Caitlin's Way  Season,1 Episode.6 "Solar Mates"（2000）（Ryan）
- CSI: Crime Scene Investigation CSI犯罪現場  Season,1 Episode.19 "Gentle, Gentle" （2000-2001）（Tyler Anderson）
- 急診室的春天（ER） Season,7 Episode.19 "Sailing Away"（2001/04/19-26） （Adam, Upsilon Psi Lambda frat pledge）
- High School Musical 歌舞青春（2006）（Ryan Evans）
- High School Musical2 歌舞青春2（2007）（Ryan Evans）
- In a Heartbeat  Season,1 Episode.17 "Hero"（2000-2001）（Keith）
- Incredible Story Studio  Season,3 Episode.4 "Head Games"（1997）（writer）
- 逃出鬼門關（I Shouldn't Be Alive，探索頻道）Season 3, Episode.1 "Lost at Sea"（2006）（narration）
- Return to Halloweentown 女巫一族4（2006）（Ethan Dalloway）
- 《E世代外星戀》（Roswell） Season,1 Episode.1 "Pilot"（1999）（marker）
- 《超人前傳》（Smallville） Season,3 Episode.12 "Hereafter"（2004）（Jordan Cross）
- State of Grace（2001）（Logan Barn well）
- The Adventures of A.R.K.  Episode.10 （1998）（parka）
- The Famous Jett Jackson Season,1 Episode.2 "Who's the Man",Episode.9 "Front Page"（1998）（Hall Beale Jr.）
- 《律師本色》（The Practice）  Season,3 Episode.1 "Passing Go"（1997-2004）（Joel Carlington）
- 8 Simple Rules... for Dating My Teenage Daughter 想找我女兒約會的八大守則（2002）（Jesse）

游戏
- Assassin's Creed Origins （刺客信条：起源） （2017） （巴耶克（Bayek））
- No Straight Roads （革命曲途） （2020） （佐克Zuke）

### 敘事、解說
- 花樣少年少女（2007）（TVCM、節目宣傳解說）
- 我家的男子（2009）（TVCM、節目宣傳解說）

### 寫真影像特輯
- Special Disc 預約特典DVD（2002/11/28）
- 丹下左膳 DVD 特典映像 SAZEN的世界 解說（2005/01/28）
- 金色琴弦～primavera～ DVD（2005/02/23）
- 金色琴弦～primavera 2～ DVD（2006/04/26）
- 金色琴弦～primavera 3～ grand finale DVD（2008/09/10）
- 金色琴弦～primo passo～「CRESCENDO」CD 初回生產限定盤 Special DVD（2006/11/29）
- 金色琴弦～primo passo～ I 完全生產限定版 DVD 映像特典（2007/01/24）
- 禁獵魔女10 DVD 映像特典（2003/08/22）
- 劇場版×××HOLiC 仲夏夜之夢 PREMIUM EDITION DVD 映像特典（2006/02/25）
- 劇場版TSUBASA翼 鳥籠國的公主 PREMIUM EDITION DVD 映像特典（2006/02/25）
- [[少年陰陽師|少年陰陽師“孫”感謝祭～～]] Event DVD（2007/12/07）
- 獸神演武 零卷 DVD 映像特典 （2007/08/17）
- [[SEIGURA|公認!聲優界<雀王>決定戰!＜J-1＞ Vol.1]] DVD（2008/05/28）
- 巖窟王1 DVD 映像特典、初回特典DVD（2005/02/25）
- 巖窟王3 DVD 映像特典（2005/04/22）
- 巖窟王9 初回特典DVD（2005/10/25）
- 巖窟王10 DVD 映像特典（2005/11/25）
- 巖窟王12 DVD 映像特典（2006/01/25）
- 武裝鍊金 I DVD 預約特典 「武裝鍊金」特別DVD（2007/01/25）
- 王牌投手 振臂高揮～我們的夏天不會結束～ Event DVD（2008/05/28）
- 月刊Newtype日語版2006年11月號 第22卷第18號 特大附錄 Hybrid DVD（2006/11/01）
- 闇與帽子與書的旅人 page.3 DVD 映像特典（2004/03/17）
- BLEACH SOUL SONIC 2005 "夏" on DVD（2005/10/20）
- BLEACH SOUL SONIC 2006 "夏祭" on DVD（2006/10/20）
- CODE GEASS 反叛的魯路修 Volume 01 DVD 映像特典（2007/01/26）
- 1 DVD 映像特典（2006/01/27）
- 2 DVD 映像特典（2006/02/24）
- 3 DVD 映像特典（2006/03/24）
- 4 DVD 映像特典（2006/04/28）
- ×××HOLiC 第二卷 DVD 映像特典（2006/08/23）
- LIVE PASTEL COLLECTION 2005 on DVD（2005/08/30）
- LOVELESS Special DVD（月刊Comic ZERO-SUM應募品）
- （2008/10/29）
- Neo Romance♥Festa6 橫濱公演 LiveVideo DVD（2004/07/07）
- Neo Romance♥Festa7 橫濱公演 LiveVideo DVD（2005/03/23）
- Neo Romance♥Festa8 橫濱公演 LiveVideo DVD（2005/10/26）
- Neo Romance♥À La Mode 橫濱公演 LiveVideo DVD（2005/12/21）
- Neo Romance♥À La Mode2 橫濱公演 LiveVideo DVD（2006/06/28）
- Neo Romance♥金色琴弦～primo passo～星奏學院祭 橫濱公演 LiveVideo DVD（2007/06/27）
- QuinRose MIX. ～2008.May～Event DVD（2008/10/24）
- Saint Beast 3rd Party Event DVD （2004/04/24）
- Saint Beast 4th Party Event DVD （2007/06/15）
- Saint Beast 野獸們的聖宴 TALK篇 Event DVD（2004/12/24）
- Saint Beast 野獸們的聖宴 LIVE篇 Event DVD（2005/01/28）
- Saint Beast 野獸們的聖宴 COMPLETE版 Event DVD（2005/01/28）
- Saint Beast ～聖獸降臨編～4 DVD 映像特典 （2003/12/23）
- Saint Beast ～聖獸降臨編～New Price Edition 3 DVD 映像特典（2005/08/15）
- Saint Beast ～幾千晝夜篇～ 上卷 DVD 映像特典（2005/12/17）
- Saint Beast ～幾千晝夜篇～ 下卷 DVD 映像特典（2006/03/18）
- SUPER VOICE WORLD 夢想與自由與偶發事件 DVD（2001/12/19）
- S.S.D.S.秋的大診察會 Live DVD（2006/12/14）
- S.S.D.S. 2007 秋的診察會 Live DVD（2008/03/14）
- Tales of Fandom 外傳 深淵傳奇預約特典DVD（2005/12/15）
- W ～Wish～ 3 DVD  映像特典（2005/06/24）
- W ～Wish～ 4 DVD  映像特典（2005/08/26）

### 廣播
- Radio「S.S.D.S.愛的解體新書」（2005年4月3日 - 2005年9月25日、全26回。）
演出者：速水獎（Dr.HAYAMI）、福山潤（KERO☆YUKI）、高橋直純（新田和人）。
- Web Radio 「Saint Beast 四聖獸 - 野獸們的HEAVEN'S PARTY splash」（2004年4月28日 - 2006年4月27日、全53回。）
  - 「Saint Beast 四聖獸 - 野獸們的HEAVEN'S PARTY spark」（2006年5月11日 -  飾演神官長潘朵拉、不定期演出。）

演出者：森川智之（青龍）、櫻井孝宏（玄武）、宮田幸季（朱雀）、吉野裕行（白虎）、石田彰（麒麟）、綠川光（鳳凰）、杉田智和（流星）、鈴村健一（風牙）、鳥海浩輔（陽炎）、福山潤（神官長潘朵拉）、鈴木達央（パール）、甲斐田幸（副神官長）、寺島拓篤（天使サキ）、金丸淳一（大神ゼウス）、千葉進步（オーディン・ロウ）、野島健兒（ユリウス・ロウ）、鈴木千尋（ミュウ）、水島大宙（カナン）、羽多野涉（女神親衛隊長ユリ）等。
- Web Radio decade on NET「Ver.GUM～女神候補生～」（2005年6月15日 - 2005年9月7日、全7回。）
演出者：福山潤（傑洛・苑名）、長澤美樹（基娜・涂利克）。
- Web Radio CLUSTER EDGE「嗚呼、克拉斯特學園!」（2005年10月7日 -2006年6月23日、全35回。）
演出者：下野紘（Agate Fluorite）、福山潤（Beryl Jasper）、岸尾大輔（Fon Aina Sulfur）、吉野裕行（Chrome）。
- Web Radio BL學園放送部「bell☆Radi」（2006年3月29日- 2006年8月30日、全11回。）
演出者：福山潤（伊藤啓太）。Guest：神谷浩史（西園寺郁）、坪井智浩（七條臣）、野島裕史（岩井卓人）、森川智之（中嶋英明）、置鮎龍太郎（篠宮紘司）、川上倫子（海野聰）、櫻井孝宏（遠藤和希）、小西克幸（丹羽哲也）、三木真一郎（成瀨由紀彥）、鈴村健一（瀧俊介）。
- Web Radio 「PRINCESS PRINCESS RADIO 藤森學園A to Z」（2006年4月27日 - 2006年9月21日、全11回。 ）
演出者：福山潤（河野亨）、柿原徹也（豐實琴）。Guest：朴璐美（四方谷裕史郎）、保志總一朗（坂本秋良）、神谷浩史（有定修也） 。
- Web Radio（2006年5月19日 - 2006年10月20日、全12回。 2006年11月24日- 12月7日安可放送。）
演出者：福山潤（伊庭樹）、諏訪部順一（貓屋敷蓮）。Guest：小野大輔（影崎）、伊藤彩。
  - 「Radio・」（2007年6月29日 - ） 第0回～

演出者：福山潤（伊庭樹）、植田佳奈（穗波・高瀨・安布勒）。Guest：高橋美佳子（安緹莉西亞・雷・梅札斯）、諏訪部順一（貓屋敷蓮）、伊藤靜（黑羽真奈美）。
  - [[#外部連結|「Radio・」]]（2007年10月5日-2008年3月28日）

演出者：福山潤（伊庭樹）、諏訪部順一（貓屋敷蓮）。Guest：第6回、吉田旬吾。
- Web Radio「武裝鍊金RADIO」（2006年12月7日 - 2007年2月8日、全8回。）
演出者：福山潤（武藤和樹）、柚木涼香（津村斗貴子）。
- Web Radio（2006年12月12日 - 2007年3月27日、全16回。）
  - （2007年4月5日 - 9月27日）

演出者：福山潤（魯路修・蘭佩魯傑）、杉山紀彰（利瓦爾）。 Guest：第3回、櫻井孝宏（樞木朱雀）、第7回、 第12回、折笠富美子（夏麗） 第16回、小清水亞美（華蓮）、第20回、大原沙耶香（米蕾）、第23回、南央美（優菲米雅）、第25回、名塚佳織（娜娜莉）。

## CD 作品
參閱條目:
- 福山潤CD作品列表

## 來源
1. ↑  福山潤のルーム（プロフィール）｜Ameba Room(アメーバルーム)[]
2. ↑  。2006年7月1日發行，7月號第1附錄，28頁。
3. ↑   CD《，2007年3月30日發行。
4. ↑  文化放送「こむちゃっ太日記」福山くんは新聞配達少年だった！ 2006年12月22日。
5. ↑  . AXL ONE Offical WEB Side.   [2018-04-02]. （原始内容存档于2018-07-08） （日语）.
6. ↑  .   [2018-04-01]. （原始内容存档于2021-01-05） （日语）.
7. ↑  《PASH!》Vol.2。2005年1月20日發行，90-93頁。ISBN 978-4-391-62013-9
8. ↑  （日語） （页面存档备份，存于）
9. ↑  . 2004 Vol.1 2004年4月10日初版. 小学館. : 94. ISBN 4-09-526301-6.
10. ↑  。2005年5月1日發行，112頁。
11. ↑  ，2006年1月5日發行，89頁。
12. ↑  （日語）（页面存档备份，存于）  （页面存档备份，存于）
13. ↑  （日語） （页面存档备份，存于）
14. ↑  （日語）（页面存档备份，存于）  （页面存档备份，存于）
15. ↑  （日語）（页面存档备份，存于）  （页面存档备份，存于）
16. ↑  . .   [2025-07-24] （日语）.
17. ↑  . コミックナタリー.   [2015-05-07]. （原始内容存档于2015-04-25） （日语）.
18. ↑  . 電視動畫「K RETURN OF KINGS」官方網站.   [2015-05-12]. （原始内容存档于2018-03-17）.
19. ↑  . 電視動畫「阿松」官方網站.   [2015-10-06]. （原始内容存档于2015-10-09）.
20. ↑  . .   [2025-07-22] （日语）.
21. ↑  . 漫畫Natalie. 2017-02-20  [2017-02-20]. （原始内容存档于2020-08-09） （日语）.
22. ↑  . animate Times. 2016-12-19  [2017-01-12]. （原始内容存档于2016-12-20） （日语）.
23. ↑  . 電視動畫「Banana Fish」官網.   [2018-05-25]. （原始内容存档于2018-11-18）.
24. ↑  . 電視動畫「學園BASARA」官方網站.   [2018-09-10]. （原始内容存档于2018-06-17）.
25. ↑  . 電視動畫「能繼續奔跑下去真是太好了。」官方網站.   [2018-10-05]. （原始内容存档于2021-03-10）.
26. ↑  . 電視動畫「W'z」官方網站.   [2018-12-12]. （原始内容存档于2019-01-06）.
27. ↑  . 電視動畫「傀儡馬戲團」官方網站.   [2018-09-30]. （原始内容存档于2018-08-01）.
28. ↑  . 電視動畫「鬼滅之刃」官方網站.   [2019-05-05]. （原始内容存档于2019-05-09）.
29. ↑  . 電視動畫「Tomica Earth Granner 地球防衛隊」官方網站.   [2020-03-11]. （原始内容存档于2020-02-20）.
30. ↑  . 電視動畫「LISTENERS」官方網站.   [2020-02-01]. （原始内容存档于2020-02-01）.
31. ↑  . 電視動畫「新幹線戰士Z」官方網站.   [2021-02-12]. （原始内容存档于2021-02-12） （日语）.
32. ↑  . Comic Natalie. 2022-02-17  [2022-02-17]. （原始内容存档于2022-02-23） （日语）.
33. ↑  . Comic Natalie. 2021-12-24  [2021-12-24]. （原始内容存档于2021-12-26） （日语）.
34. ↑  . Comic Natalie. 2022-03-29  [2022-03-29] （日语）.
35. ↑  . Comic Natalie. 2022-07-28  [2022-07-28]. （原始内容存档于2022-08-03） （日语）.
36. ↑  . Comic Natalie. 2021-12-27  [2021-12-27]. （原始内容存档于2022-01-28） （日语）.
37. ↑  . Comic Natalie. 2022-03-16  [2022-03-16]. （原始内容存档于2022-03-17） （日语）.
38. ↑  . Comic Natalie. 2022-03-25  [2022-03-25]. （原始内容存档于2022-03-25） （日语）.
39. ↑  . MANTANWEB. 2022-12-07  [2022-12-07]. （原始内容存档于2022-12-13） （日语）.
40. ↑  . Comic Natalie. 2022-08-19  [2022-08-19]. （原始内容存档于2022-08-30） （日语）.
41. ↑  . Comic Natalie. 2022-11-25  [2022-11-25]. （原始内容存档于2022-11-26） （日语）.
42. ↑  . Comic Natalie. 2023-03-02  [2023-03-02]. （原始内容存档于2023-03-09） （日语）.
43. ↑  . Comic Natalie. 2022-12-01  [2022-12-01]. （原始内容存档于2022-12-01） （日语）.
44. ↑  . Comic Natalie. 2023-02-21  [2023-02-21] （日语）.
45. ↑  . Comic Natalie. 2023-04-01  [2023-04-01]. （原始内容存档于2023-04-08） （日语）.
46. ↑  . Comic Natalie. 2023-03-07  [2023-03-07]. （原始内容存档于2023-03-15） （日语）.
47. ↑  . 電視動畫《謊言遊戲》官方網站.   [2023-03-20]. （原始内容存档于2023-03-20） （日语）.
48. ↑  . Comic Natalie. 2023-03-25  [2023-03-25]. （原始内容存档于2023-04-01） （日语）.
49. ↑  . Comic Natalie. 2023-05-10  [2023-05-10]. （原始内容存档于2023-07-08） （日语）.
50. ↑  . Comic Natalie. 2023-04-21  [2023-04-21]. （原始内容存档于2023-04-28） （日语）.
51. ↑  . Comic Natalie. 2023-03-23  [2023-03-23]. （原始内容存档于2023-03-29） （日语）.
52. ↑  . Comic Natalie. 2023-05-16  [2023-05-16] （日语）.
53. ↑  . Comic Natalie. 2023-10-26  [2023-10-26]. （原始内容存档于2023-12-21） （日语）.
54. ↑  . Comic Natalie. 2023-09-24  [2023-09-24]. （原始内容存档于2023-12-26） （日语）.
55. ↑  . Comic Natalie. 2023-03-15  [2023-03-15]. （原始内容存档于2023-03-22） （日语）.
56. ↑  . MANTANWEB. 2023-07-24  [2023-07-24]. （原始内容存档于2023-07-26） （日语）.
57. ↑  . Comic Natalie. 2023-09-10  [2023-09-10]. （原始内容存档于2023-09-15） （日语）.
58. ↑  . Comic Natalie. 2023-12-06  [2023-12-06]. （原始内容存档于2023-12-16） （日语）.
59. ↑  . Comic Natalie. 2023-12-12  [2023-12-12]. （原始内容存档于2023-12-27） （日语）.
60. ↑  . Comic Natalie. 2023-12-14  [2023-12-14] （日语）.
61. ↑  . Comic Natalie. 2023-06-29  [2023-06-29]. （原始内容存档于2023-06-30） （日语）.
62. ↑  . Comic Natalie. 2024-02-09  [2024-02-09]. （原始内容存档于2024-02-19） （日语）.
63. ↑  . Comic Natalie. 2024-02-14  [2024-02-14]. （原始内容存档于2024-02-15） （日语）.
64. ↑  . Comic Natalie. 2024-06-16  [2024-06-16] （日语）.
65. ↑  . Comic Natalie. 2024-01-19  [2024-01-19]. （原始内容存档于2024-01-19） （日语）.
66. ↑  . YouTube. 2023-12-01  [2023-12-01]. （原始内容存档于2023-12-18） （日语）.
67. ↑  . Comic Natalie. 2024-07-11  [2024-07-11]. （原始内容存档于2024-07-19） （日语）.
68. ↑  . Comic Natalie. 2024-06-07  [2024-06-07]. （原始内容存档于2024-06-07） （日语）.
69. ↑  . Comic Natalie. 2024-08-23  [2024-08-23]. （原始内容存档于2024-08-24） （日语）.
70. ↑  . Comic Natalie. 2024-09-20  [2024-09-20]. （原始内容存档于2024-09-28） （日语）.
71. ↑  . Comic Natalie. 2024-08-13  [2024-08-13] （日语）.
72. ↑  . Comic Natalie. 2024-07-10  [2024-07-10]. （原始内容存档于2024-07-19） （日语）.
73. ↑  . Comic Natalie. 2024-07-19  [2024-07-19] （日语）.
74. ↑  . Comic Natalie. 2024-05-29  [2024-05-29]. （原始内容存档于2024-09-07） （日语）.
75. ↑  . 電視動畫《青之驅魔師 終夜篇》.   [2024-12-22] （日语）.
76. ↑  . animatetimes. 2024-12-11  [2024-12-11] （日语）.
77. ↑  @ballpark_PR.  (推文). 2025-03-20  [2025-03-20] –Twitter （日语）.
78. ↑  . Comic Natalie. 2024-04-28  [2024-04-28]. （原始内容存档于2024-04-28） （日语）.
79. ↑  . Comic Natalie. 2025-03-19  [2025-03-19] （日语）.
80. ↑  . Comic Natalie. 2025-02-03  [2025-02-03] （日语）.
81. ↑  . Comic Natalie. 2025-04-23  [2025-04-23] （日语）.
82. ↑  . Comic Natalie. 2025-01-06  [2025-01-06] （日语）.
83. ↑  . Comic Natalie. 2024-09-29  [2024-09-29]. （原始内容存档于2024-09-29） （日语）.
84. ↑  . MANTANWEB. 2025-03-19  [2025-03-19] （日语）.
85. ↑  . Comic Natalie. 2025-04-28  [2025-04-28] （日语）.
86. ↑  . Comic Natalie. 2025-06-18  [2025-06-18] （日语）.
87. ↑  . Comic Natalie. 2025-04-17  [2025-04-17] （日语）.
88. ↑  . 2015年2月25日  [2016年3月2日]. （原始内容存档于2016年6月19日） （日语）.
89. ↑  . Moca. 2015年9月6日  [2016年7月30日]. （原始内容存档于2021年1月7日） （日语）.
90. ↑  . 電視動畫「無頭騎士異聞錄 DuRaRaRa!!×2」官方網站.   [2016年7月30日]. （原始内容存档于2016年8月1日） （日语）.
91. ↑  . Natalie. 2020-10-05  [2020-12-26]. （原始内容存档于2020-12-11）.
92. ↑  “スタッフ・キャスト” 的存檔，存档日期2012-01-26.. 「青の祓魔師」公式サイト. 2012年4月1日閲覧。
93. ↑  . Comic Natalie. 2023-01-26  [2023-01-26]. （原始内容存档于2023-03-06） （日语）.
94. ↑  . Comic Natalie. 2023-06-02  [2023-06-02]. （原始内容存档于2023-06-08） （日语）.
95. ↑  . Comic Natalie. 2023-11-17  [2023-11-17]. （原始内容存档于2023-11-17） （日语）.
96. ↑  . Comic Natalie. 2023-08-08  [2023-08-08]. （原始内容存档于2023-08-08） （日语）.
97. ↑  . .   [2024-04-12] （中文（中国大陆））.
98. ↑  . Comic Natalie. 2024-05-01  [2024-05-01]. （原始内容存档于2024-05-12） （日语）.
99. ↑  . Comic Natalie. 2024-09-06  [2024-09-06]. （原始内容存档于2024-09-06） （日语）.
100. ↑  . Comic Natalie. 2024-08-27  [2024-08-27]. （原始内容存档于2024-09-16） （日语）.